# Márkus József (várospolitikus)
Márkus József (Szombathely, 1852. augusztus 16. – Budapest, 1915. március 12.) országgyűlési képviselő, Budapest polgármestere, majd főpolgármestere.

## Származása, ifjúsága
Édesapja, Márkus József (1822–1873), a Sopron vármegyei Csernelházán született. 1845. június 15-én kapott Szombathelyen polgárjogot, új lakóhelyén gombkötőként kereste kenyerét.
Édesanyja Horvát Anna Rozália (1823–1916) volt, kinek Boldizsár nevű testvére 1867 és 1871 között Magyarország igazságügy-minisztere volt. A szülők 1846. november 25-én kötöttek házasságot Szombathelyen, frigyükből a következő gyermekek születettek:
- Márkus István (1847–1880) újságíró, politikus;
- Márkus Miklós (1849–1882) író, költő;
- Márkus József (1852–1915);
- Márkus Elek (1854–1874) műegyetemi hallgató;
- Márkus Imre (1856–1945);
- Márkus Emília (1860–1949) színésznő;
- Márkus Irma.

A középiskolát Szombathelyen végezte, majd a Pesti egyetemen hallgatott jogot. Nagybátyja minisztersége alatt kapott állást az igazságügy minisztériumnál. Márkus kezdetben azonban az újságírói pálya iránt érdeklődött. Először, 1870-től a Reformnál kezdett dolgozni, 1873-tól pedig a Toldy István által vezetett Nemzeti Hirlapnál folytatta pályáját, hol a főváros ügyeivel foglalkozó rovatnak lett a vezetője.

### Pályafutása

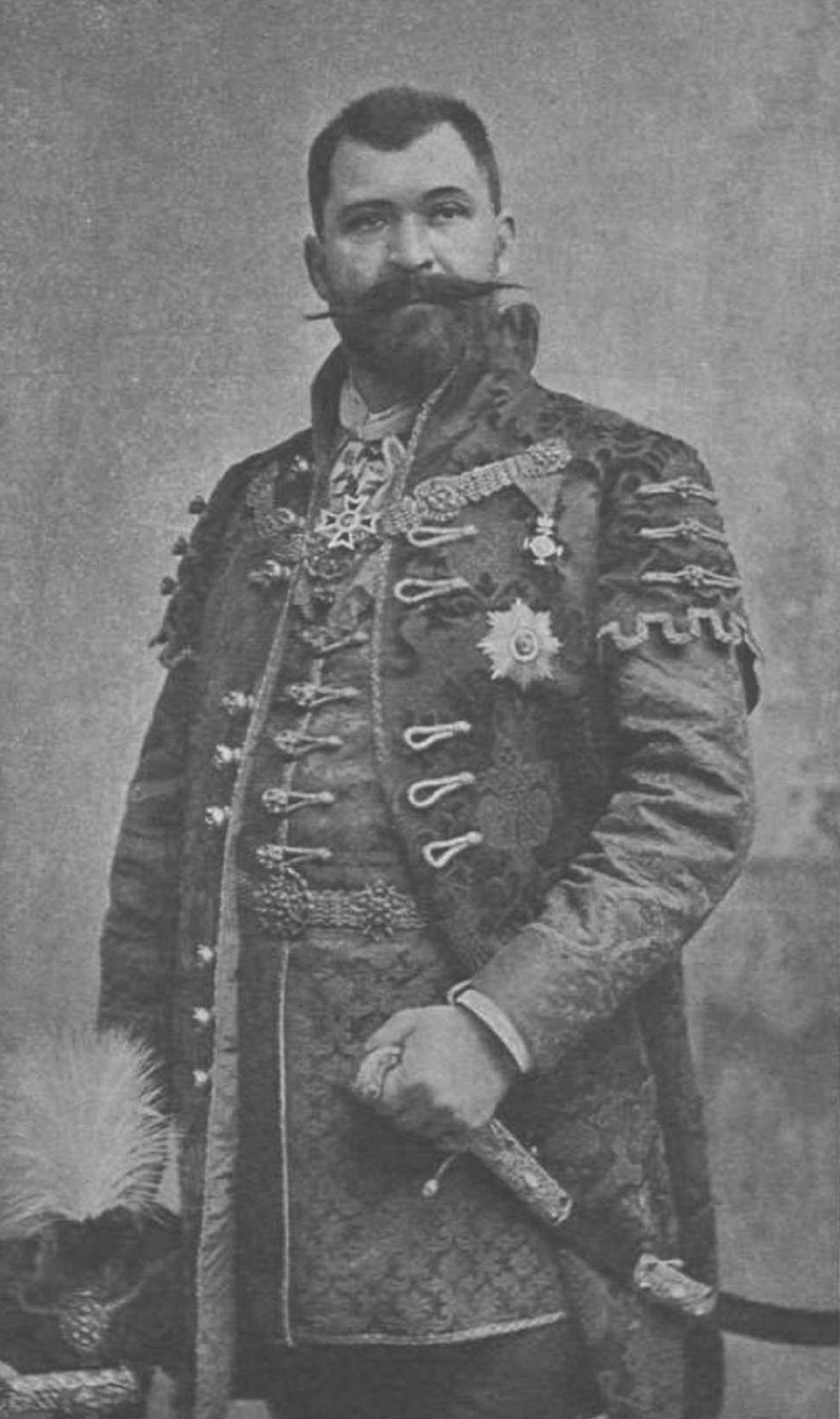
Márkus József

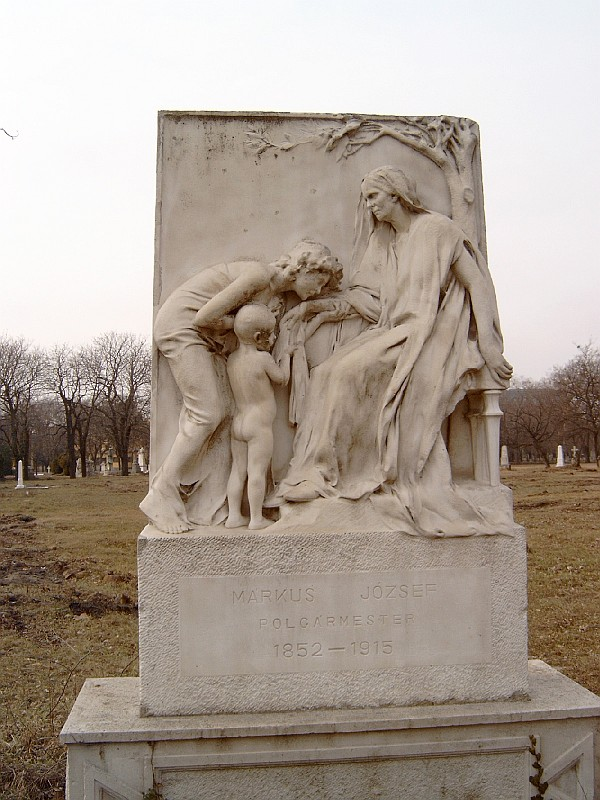
Márkus József sírja (Strobl Alajos műve, 1897)

Írói pályafutását 1875-ben fejezte be, amikor a fővárosnál lett fogalmazógyakornok. Mindössze egy évig dolgozott ilyen munkakörben, mert 1876-ban Kamermayer Károly polgármester elnöki segéddé választotta maga mellé. Három évvel később tanácsjegyzővé választották. Gyorsan haladt a ranglétrán, 1885. április 1-jén a város főjegyzője lett, kerek öt évvel később, 1890-ben pedig a főváros törvényhatósági bizottsága tanácsnokká választotta, feladata a pénzügyi és gazdasági osztály vezetése lett. 1894-ben meghalt Alkér Gusztáv alpolgármester és Márkust választották meg a helyére, magasan a legtöbb szavazattal. 1896. november 25-én választották meg polgármesternek Gerlóczy Károly polgármester-helyettest megelőzve (245: 109 arányban), de a tisztséget egy évig sem töltötte be. A városi közigazgatásban jelentős szerepet viselt, a Vásárcsarnok építésének tárgyalásában, valamint a közúti vasút vonalainak villamosítása ügyében folytatott tárgyalásokban is részt vett. Az ezredéves kiállítás szervezésében is részt vett. Fontos szerepet játszott a fővárosi kerületi elöljáróságok újjászervezésében. Kossuth Lajos halálakor Márkus vezette a fővárosi küldöttséget Torinóba.
Ráth Károly halála után 1897. október 25-én Márkust választották meg főpolgármesternek. E poszton határozottan a főváros érdekeit képviselte, még a kormánnyal szemben is. 1898. április 21-én a király kinevezte a Főrendiház örökös tagjává.
Főpolgármesteri tisztségéről 1906. február 15-én lemondott, és elindult az országgyűlési választáson a VII. kerületben, de alkotmánypárti programjával alulmaradt Barabás Béla Függetlenségi párti jelölttel szemben. Az 1910-es választások során a VII. kerület képviselőjévé választották a Nemzeti Munkapárt színeiben Eötvös Károly, a korábbi képviselő, valamint Lányi Mór ellenében.
1884-ben a közraktárak és elevátorok létesítése körül kifejtett erőfeszítéseiért megkapta az uralkodótól a koronás arany érdemkeresztet. 1896-ban az ezredéves kiállítás körüli munkájával kiérdemelte a királyi tanácsosi címet. 1895-ben a Budapesti Lövészegylet elnökének választották meg, melyről 1896-ban polgármesterré választása miatt kellett lemondania. 1898. november 20-án megkapta a Lipót-rend lovagkeresztjét. Tagja volt az Erzsébet-emlék Országos Bizottságának, valamint az Andrássy Gyula-emlékbizottságnak. Lovagja a porosz és a román II. osztályú koronarendnek, valamint az orosz II. osztályú szent Szaniszló-rendnek.

## Családja
Neje Feigler Janka (Johanna) volt, kitől két gyermeke született:
- Jenő szakíró (Esztergom, 1879 július 8.-?) Jogi tanulmányait Budapesten végezte és megszerezte az államtudományi doktori oklevelet. Ezután nagyobb külföldi tanulmányutat tett, majd 1897-ben a székesfőváros szolgálatába lépett, ahol 1904-ben tanácsjegyző, majd 1911-ben tanácsnok lett és az újonnan felállított városgazdasági ügyosztály élére került. A közigazgatási és a sportirodalomnak állandó munkása volt. Munkássága kiterjedt a városi közegészségügyi intézményekre (kislakások, fürdők, sporttelepek stb.), kultúrintézményekre (Népopera, Városi Színház, Állatkert stb.). Számos szakcikken kívül önállóan megjelent művei: Az északi játékok (Budapest 1908); A budapesti korcsolyázóegyesület története (az egyesület 40 éves jubileuma alkalmából, uo. 1909), Ceruzám az oka! [Karikatúrák filmesekről]. Több önálló zenei műve is jelent meg, A próféta álma című operettje pedig 1903-ban a Népszínházban került színre. 1917-ben megvált a főváros szolgálatától. 1922-től a Budapest Székesfővárosi Közlekedési Rt. igazgatója volt.
- Lili (Lily), zongoraművésznő, (Budapest, 1888 jún. 30-?) A Nemzeti Zenedében Tomka Istvántól tanult, 1903-1905-ig Sauer volt a mestere. Sikerrel hangversenyzett Európa nagyobb városaiban. Jelentősebb kompozíciói: Álmodtam szépet, gyönyörűt... (Melodráma Petőfi versére, 1914); Gavotte ancienne (1915); Walzer zenekarra; Zongoraverseny; Dalok.
 Férje Szentgyörgyvári Gyenes Lajos.[3]